# Sandbrodd
Sandbrodd (Milium vernale) är en gräsart som beskrevs av Friedrich August Marschall von Bieberstein. Sandbrodd ingår i släktet hässlebroddssläktet, och familjen gräs. Inga underarter finns listade i Catalogue of Life.